# Il mio inferno
Il mio inferno è un album del gruppo musicale italiano hardcore punk dei Crash Box, pubblicato su musicassetta nel 1987.
L'album raccoglie registrazioni effettuate dalla band in vari studi, fra il 1983 ed il 1987.

## Tracce
1. Sono io la vittima
2. Noi
3. Accuso
4. Nessuna colpa
5. Nato per essere veloce
6. Veleno per voi
7. Crash Box
8. Il mio inferno
9. Senza uscita
10. Crash Box II
11. Non so tacere
12. Ascolta
13. Na-Y
14. Nessuna colpa
15. Noi
16. Sotto la mia pelle
17. Crash Box II
18. Accuso
19. Veleno per voi
20. Sono io la vittima
21. Se devo vivere
22. Troppi rimpianti
23. Outro (Crash Crew)
24. 1984 "Escape from N.Y."
25. La trappola
26. Sangue
27. Io confesso
28. Sul filo del rasoio
29. Sul filo del rasoio